# アントノヴォ
アントノヴォ（ブルガリア語: Анто̀ново, ラテン文字転写: Antonovo）は、ブルガリア北東部のトゥルゴヴィシテ州にある町。同名のアントノヴォ市の行政の中心地で、人口は1453人（2009年12月）。ヴェリコ・タルノヴォ州境に近いスラニク山中に位置する。
産業は農業が中心だが、失業率は高い。市当局は地域の潜在力を伸ばし、若年層の失業率を改善するため、インフラや農業、観光に重点を置いた開発戦略を策定した。